# Josephine Lovett

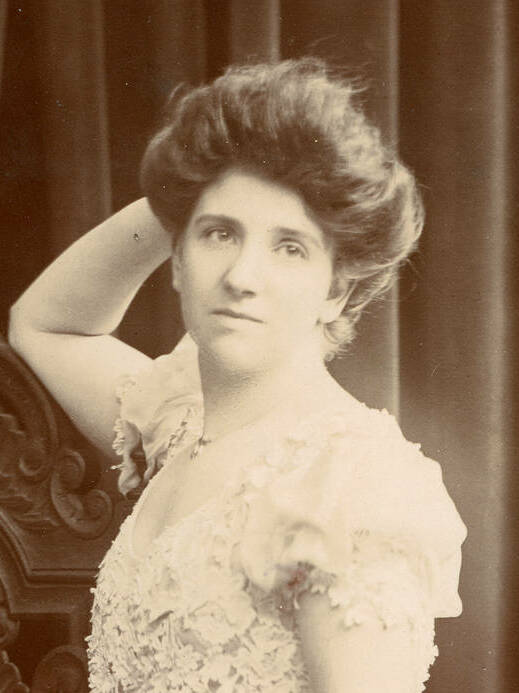
Josephine Lovett um 1906

Josephine Lovett (* 21. Oktober 1877 in San Francisco, Kalifornien; † 17. September 1958 in Rancho Santa Fe, Kalifornien; eigentlich Josephine Shaw) war eine US-amerikanische Drehbuchautorin.

## Leben
Unter ihrem Künstlernamen Josephine Lovett versuchte sie zunächst eine Karriere als Filmschauspielerin in Hollywood. Nach lediglich einem Auftritt 1916 in einem Film von Ralph Ince wechselte Lovett das Metier und begann eine lange Karriere als Drehbuchautorin. Sie verfasste unter anderem das Drehbuch für die zweite Fassung von Mary Pickfords Tess of the Storm Country von 1922. Später wechselte Josephine Lovett zur neugegründeten Filmgesellschaft MGM und schrieb für Stars wie Lillian Gish (Annie Laurie von 1927) und Greta Garbo (Unsichtbare Fesseln von 1929).
Bei der Oscarverleihung im April 1930 wurde sie für den Oscar in der Kategorie bestes adaptiertes Drehbuch für den Film Our Dancing Daughters nominiert, dessen Erfolg 1928 Joan Crawford den Durchbruch zum Star ermöglichte. Lovett schrieb 1929 das Drehbuch für Our Modern Maidens, den zweiten von insgesamt drei Crawford-Filmen, die den Zusatz „Our“ im Titel tragen. Nach 1935 zog sich Lovett ins Privatleben zurück.

## Filmografie (Auswahl)
- 1921: Sentimental Tommy
- 1922: Die verkaufte Manuela (The Spanish Jade)
- 1924: The Enchanted Cottage
- 1925: Symphonie der Leidenschaften (Soul-Fire)
- 1927: Annie Laurie
- 1927: Der Fürst der Abenteurer (The Road to Romance)
- 1927: Der Held von Fort Runson (The Bugle Call)
- 1928: Our Dancing Daughters
- 1929: Unsichtbare Fesseln (The Single Standard)
- 1929: Moderne Mädchen (Our Modern Maidens)
- 1931: The Road to Reno
- 1931: Corsair
- 1932: Madame Butterfly
- 1935: Captain Hurricane